# پنرین (کالیفرنیا)
پنرین (به انگلیسی: Penryn) یک منطقهٔ مسکونی در ایالات متحده آمریکا است که در شهرستان پلاسر، کالیفرنیا واقع شده‌است. پنرین ۴٫۷۲۳ کیلومتر مربع مساحت و ۸۳۱ نفر جمعیت دارد و ۱۹۱ متر بالاتر از سطح دریا واقع شده‌است.